# Spotlight (software)

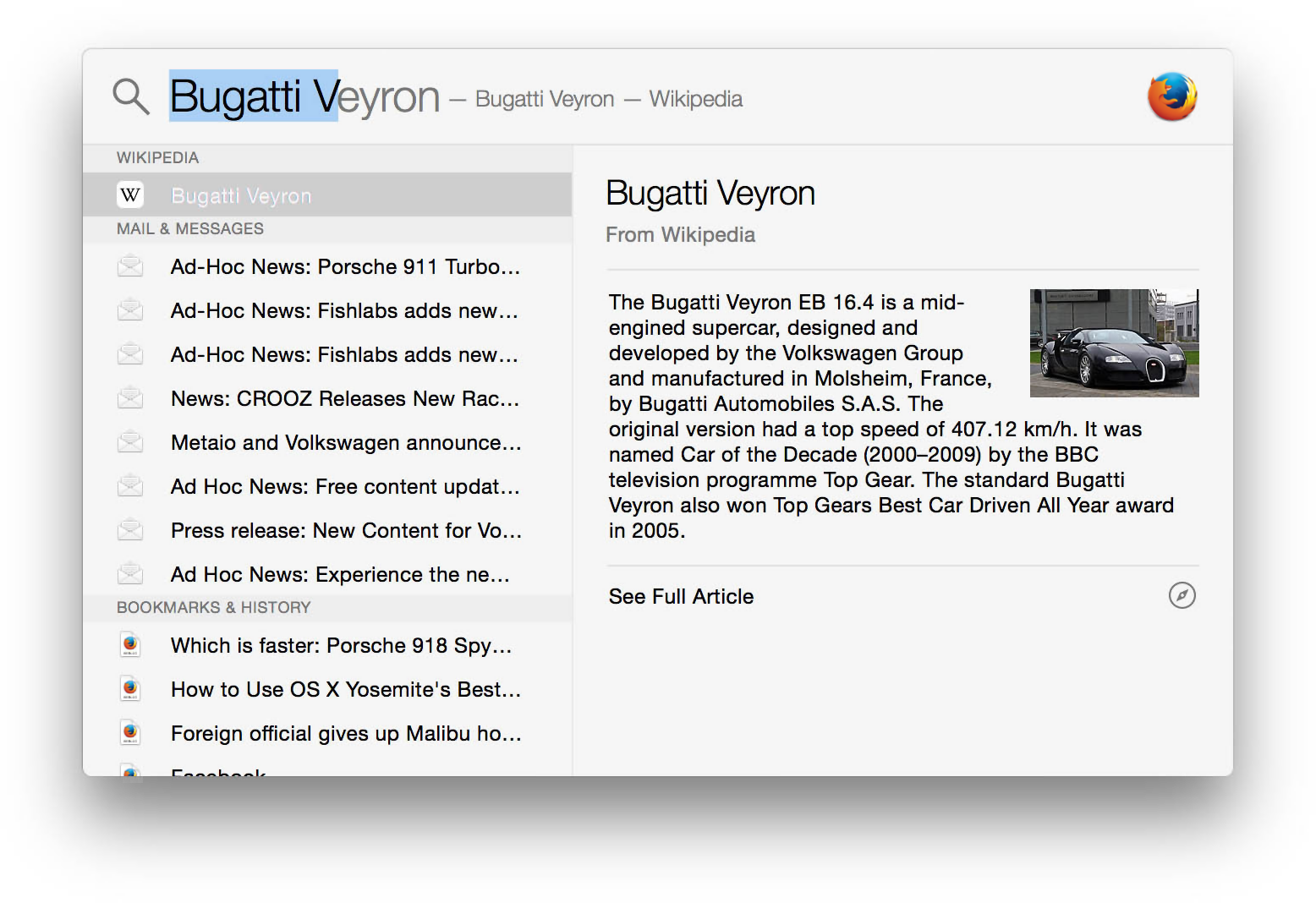
Uma breve demonstração da ferramenta spotlight sendo usada para pesquisa, num dispositivo rodando MacOS

O Spotlight é um sistema amplo de busca no desktop característica Apple's do OS X sistema operacional. O Spotlight é uma seleção baseada em pesquisa do sistema, que cria um índice virtual de todos os itens e arquivos no sistema. Ele é projetado para permitir que o usuário localizar rapidamente uma grande variedade de itens no computador, incluindo documentos, fotos, músicas, aplicativos e Preferências do Sistema. Além disso, palavras específicas em documentos e em páginas da web do histórico de um navegador web ou marcadores podem ser pesquisados. Ele também permite ao usuário restringir pesquisas com datas de criação, datas de modificação, tamanhos, formas e outros atributos. Spotlight também oferece acesso rápido a definições built-in no New Oxford American Dictionary e para funcionalidade da calculadora.
O recurso também está disponível no Darwin, mas apenas através de uma interface de linha de comando. Um recurso semelhante para o iOS 3.0 com o mesmo nome foi anunciado em 17 de março de 2009.
Spotlight foi anunciado pela primeira vez em Junho de 2004, a Apple Worldwide Developers Conference, em seguida, liberado com o Mac OS X v10.4, em abril de 2005.

## Funcionalidade
Índices de sistema de arquivos de metadados são mantidos pelo servidor de metadados (que aparece no sistema como as mds daemon, ou mdworker). O Servidor de Metadados é iniciado por launchd quando os boots no Mac OS X é ativado por pedidos de clientes ou mudanças nos sistemas de arquivos que ele monitora. É alimentado informações sobre os arquivos em um computador nos discos rígidos pelo daemon mdimport, não faz índice de mídia removível, como CDs ou DVDs. Além de informações básicas sobre cada arquivo como seu nome, tamanho e data e hora, o daemon mdimport também pode indexar o conteúdo de alguns arquivos, quando se tem um importador plug-in que diz como é que o conteúdo do arquivo é formatado. Spotlight vem com importadores para certos tipos de arquivos, como o Microsoft Word, MP3 e documentos PDF . A Apple publica APIs que permitem aos desenvolvedores criem Spotlight Importer plug-ins para os seus próprios formatos de arquivo.
A primeira vez que um usuário faz logon no sistema operacional, Spotlight constrói índices de metadados sobre os arquivos no computador nos discos rígidos. Ele também cria índices de arquivos em dispositivos como discos rígidos externos que estão conectados ao sistema. Essa indexação inicial pode levar algum tempo, mas depois disso os índices são atualizados continuamente no fundo como arquivos são criados ou modificados. Se o sistema descobre que os arquivos em um drive externo foram modificados em um sistema executando uma versão do Mac OS mais antiga que 10.4, será re-índixada do volume a partir do zero.
Dentro do Mac OS X v10.4, o Spotlight pode ser acessado a partir de vários lugares. Ao clicar em um ícone no canto superior direito da barra de menu abre um campo de texto onde uma consulta de pesquisa podem ser inseridos. Janelas do Finder também têm um campo de texto no canto superior direito, onde uma consulta pode ser inserido, assim como o padrão carregar e salvar caixas de diálogo. Ambos os campos de texto imediatamente começar a listar os resultados da pesquisa assim que o usuário começa a digitar um termo de pesquisa, retornando itens que quer correspondem ao termo, ou itens que começam com o termo. Os resultados da pesquisa podem ser mais refinado, adicionando critérios em uma janela do Finder, como "Hoje Criado" ou "tamanho maior que 1 KB".
O Mac OS X v10.4 também inclui utilitários de linha de comando para consulta ou manipular o Spotlight. O comando mdimport, bem como a ser utilizado pelo próprio sistema de informação de índice, também pode ser utilizado pelo utilizador para importar certos arquivos que de outra forma seriam ignoradas ou arquivos de força a ser reintroduzidas. Ele também é projetado para ser usado como uma ferramenta de depuração para desenvolvedores que criam Importer plug-ins mdfind. Permite ao usuário realizar consultas destaque na linha de comando, permitindo também consultas Spotlight para ser incluído em coisas como [[[shell script]]]s. mdls lista os atributos indexados para arquivos específicos, permitindo ao usuário especificar quais arquivos e/ou que atribui. Os índices que cria Spotlight pode ser controlada com mdutil, que pode apagar os índices existentes levando-os a ser reconstruído, se necessário, ou virar a indexação de fora. Esses utilitários também estão disponíveis no Darwin.
Embora não seja amplamente anunciado, o Spotlight pode realizar pesquisas booleanas. Por padrão, se um inclui mais de uma palavra, em seguida, executa a pesquisa Spotlight como se um "AND" foi incluído entre as palavras. Se colocarmos um '|' entre as palavras, o Spotlight realiza uma OR consulta. Colocar um "-". Antes de uma palavra diz o Spotlight para procurar resultados que não incluem essa palavra, ou seja, uma NOT consulta.
Atualmente, o Spotlight é incapaz de índexar os volumes NTFS e buscas compartilhadas via SMB.

## Adicionais Leopard
Com o Mac OS X Leopard, a Apple introduziu algumas funcionalidades adicionais. Com o Spotlight no Tiger, os usuários podem pesquisar somente os dispositivos que estão ligados a seus computadores. Com o Leopard, o Spotlight é capaz de pesquisar em rede Macs Leopard execução (versões cliente e servidor), que tem o compartilhamento de arquivos ativado. Um recurso chamado Quick Look foi adicionado à interface gráfica que será exibida ao vivo previews de arquivos dentro dos resultados da pesquisa, para que os aplicativos não tem que ser aberto apenas para confirmar que o usuário tenha encontrado o arquivo certo. A sintaxe também foi estendida para incluir suporte para formuladas operadores booleanos ("AND", "OR" e "NOT")..  Essas variantes dos operadores são localizadas, enquanto os usuários que têm o seu idioma do sistema definido para Inglês podem usar um "AND", os usuários alemães, por exemplo, teria que usar "UND". As variantes de caráter trabalhar com qualquer idioma do sistema.
Além disso, enquanto o Spotlight não está habilitado na versão do servidor de Tiger,  é a versão do servidor do Leopard.
Além disso, quando o Spotlight no Tiger teve um design único e janela separada, o Spotlight no Leopard agora compartilha janelas com o Finder, que permite uma interface gráfica mais unificada.
A janela do Spotlight único no Tiger permitiu a classificação e visualização de resultados de pesquisa por qualquer metadado tratado pelo Finder; enquanto Spotlight janelas do Finder do Leopard são fixos para visualizar e classificar itens por último aberto data nome de arquivo e tipo só. Sob Leopard não há atualmente nenhuma maneira de salvar as preferências de janela para janela do Finder que é aberto através de Spotlight.
Desde Leopard o menu do Spotlight dobrou como uma calculadora, com funcionalidade muito semelhante ao recurso de busca do Google search (mas sem a necessidade de estar on-line), bem como um dicionário que permite procurar a definição de uma palavra em Inglês usando o Oxford Dicionário incluído no Mac OS X.

## iOS
Uma ferramenta de pesquisa, também chamado Spotlight, foi incluído no iOS (iPhone OS anteriormente) produtos desde a versão 3.0. Este recurso ajuda os usuários na busca de contatos, correio de metadados, calendários, mídia e outros conteúdos.  Em comparação com o Mac OS X, a capacidade de pesquisa iOS é limitado.  A tela Spotlight é aberta com um dedo agite para a direita da tela inicial primária.
O recurso foi anunciado em março de 2009 e lançado com o iOS 3.0, em junho de 2009. O lançamento do iOS 4.0 inclui a capacidade de pesquisar mensagens de texto. No iOS 6, a pasta que um aplicativo está dentro agora é mostrado (se aplicável).